# اهمال کاری
اهمال کاری یک پدیده مرتبط با استرس و ضرب الاجل است که تشکیل شده از دو بخش تأخیر در شروع وظایف ضروری و عدم وجود پشتکار در برخی از جنبه های یک کار می‌باشد.

افزایش تعداد نقاط انتخاب با احتمال وقوع اهمال کاری رابطه مستقیم دارد. فرد تعلل‌کننده در هنگام اهمال کاری پیامدهای درازمدت این رفتار را نادیده می‌گیرد، در عین حال که وی همچنان معتقد است که انتخاب ممکن است، گاهی اوقات جهت فرار از انجام کار به سراغ انجام کار های مطلوب دیگر برود.
در نتیجه در طول زمان، تصور شخص اهمال‌گر از خود بدتر می‌شود، زیرا احساس می‌کند کنترل کمتری بر رفتار خویش دارد.